# Безводне (Кстовський район)
Безводне (рос. Безводное) — село в Кстовському районі Нижньогородської області Російської Федерації.
Населення становить 1067 осіб. Входить до складу муніципального утворення Безводнинська сільрада.

## Історія
Від 2009 року входить до складу муніципального утворення Безводнинська сільрада.

## Населення
| 2002 | 2010  |
| ---- | ----- |
| 1052 | ↗1067 |